# 7th Vermont Infantry
Le 7th Regiment, Vermont Volunteer Infantry (ou 7 VVI) est un régiment d'infanterie d'une durée de trois ans, dans l'armée de l'Union lors de la guerre de Sécession. Il sert sur le théâtre occidental, principalement en Louisiane et en Floride, de février 1862 à mars 1866. C'est  le régiment du Vermont qui a la plus longue durée de service pendant la guerre.
Le 7th Vermont Infantry entre dans le service fédéral le 12 février 1862, à Rutland, au Vermont. Il est engagé ou présent lors du premier siège de Vicksburg en 1862, à la bataille de Baton Rouge, à Gonzales Station, à la campagne de Mobile et à fort Spanish et à Whistler, en Alabama.

## Théâtre occidental
Le régiment part de Rutland le 10 mars 1862, vers la ville de New York, embarquant à bord des bateaux « Premier » et « Tammerlane », et navigue jusqu'à Ship Island (Mississippi). Le Premier arrive le 5 avril 1862 et le Tammerlane le 10. Le 3 mai, les compagnies B, C, et une partie de la compagnie D embarquent à bord de la canonnière de l'USS New London et de l'USS Calhoun et sont envoyés pour capturer le fort Pike, qui garde l'entrée du lac Pontchartrain. Ils trouvent que les confédérés ont juste évacué le fort. Il l'occupe sans opposition et entreprend de réparer les dommages causés par les confédérés lorsqu'ils l'ont quitté. Le reste du régiment est envoyé à Carrollton, à la Nouvelle-Orléans, sur le bateau à vapeur « Whitman ».
Le 15 mai 1862, le régiment, moins ceux restés au fort Pike, navigue sur l'« Iberville » à Baton Rouge.
Le 19 juin 1862, huit compagnies embarquent à bord de paquebots « Ceres » et « Morning Light » pour l'expédition mal conçue et sous-dimensionnée pour mettre le siège de Vicksburg, Mississippi, en arrivant à proximité de Vicksburg le 25. Le siège de Vicksburg est abandonné, le 24 juillet, le régiment retourne à Baton Rouge le 26 juillet, avec 100 hommes aptes pour le service sur les 800 hommes qui sont allés jusqu'au fleuve.
La bataille de Baton Rouge se déroule le 5 août 1862, une journée d'intense brouillard. De nombreuses unités tirent sur les autres troupes de l'Union, avec le 7th tirant, sur les ordres du brigadier général Thomas Williams, dans le voisinage du 21st Indiana Infantry. Au cours de la bataille, Williams est tué et le commandant du 7th, le colonel George T. Roberts, est mortellement blessé, décédant deux jours plus tard. L'attaque confédérée est vaincue.
Avant la bataille, il n'y a aucune préparation, comme avoir creusé des tranchées, ni aucun plan défensif, en dépit du fait de la connaissance de la présence d'une grande force confédérée du général Breckinridge à proximité. Après la bataille, le général Benjamin Butler blâme directement le 7th pour la confusion et la mauvaise performance de l'Union, y compris pour les tirs fratricides sur les autres troupes de l'Union et la retraite de la ligne de front pendant la bataille. La « retraite » est l'évacuation de l'hôpital, comprenant un grand nombre de troupes du 7th Vermont, sur la rive de la rivière pour assurer leur sécurité. Les allégations de Butler empoisonnent ses relations avec le régiment, dont les officiers connaissent les ambitions présidentielles. Ils pensent que Butler, bien qu'il ne soit pas présent lors de la bataille, peut être tenu pour responsable de la mauvaise performance des troupes dans la bataille et a décidé de faire du régiment du Vermont un bouc émissaire parce que l'État a le moins de poids politique parmi les troupes qui ont combattu. Butler, interdit au régiment de mettre la mention d'honneur de la bataille « Baton Rouge » sur leur drapeau de bataille et leur interdit de porter les couleurs. L'autorisation de les porter est restaurée plus tard.
Le 20 août 1862, Baton Rouge est évacuée, et le 7th retourne à Carrolton.

## Campagne de Floride
Butler prend conscience que le commandant des forts du sud de Pensacola, en Floride, n'est pas satisfait de la conduite et de la performance de l'un de ses régiments, de sorte que le 7th Vermont est envoyé là-bas en échange du 6th New York Volunteer Infantry (zouaves de Wilson). Le régiment embarque à bord du remorqueur à vapeur « Nassau » le 13 novembre 1862, arrivant dans la baie d'Escambia le lendemain.
Le régiment effectue des services de garnison au fort Barrancas et au fort Pickens de novembre 1862 jusqu'en août 1864. Au début de février, une partie de la compagnie B établit un avant-poste à Point Washington, en Floride, sur Choctawhatchee Bay pour accueillir les réfugiés et les esclaves en fuite. Ils seront envoyés dans les forts où les hommes blancs seront enrôlés dans le 1st Florida Cavalry Regiment (Union) et les esclaves masculins dans les 82nd ou 86th U.S. Colored Infantry. Le 8 février, un détachement part pour Haine's Bluff où il capture la capture E du 4th Florida Infantry Battalion , sans tirer un coup de feu. Avant de pouvoir revenir à Point Washington, ils sont abattus par la compagnie A, et un détachement de la compagnie E, du 5th Florida Cavalry Battalion qui libèrent les prisonniers et capturent la moitié des troupes de l'Union impliquée dans le raid. Après cela, l'avant-poste à Point Washington est abandonné. 
Le 13 février 1864, 110 nouvelles recrues arrivent du Vermont. Pendant le mois de février, des soldats du 7th se réengagent pour trois ans ou pour la durée de la guerre et voient leur désignation changée en 7th Regiment Vermont Veteran Volunteers. Le 21 juillet 1864, une force de l'Union, comprenant quatre compagnies du 7th, engage les forces confédérées lors de la bataille de Gonzales Station (également connue sous le nom de fort Hodgson).

## Campagne de Mobile
Le 10 août 1864, le 7th (sans les nouvelles recrues) monte à bord du bateau à vapeur « Hudson » pour retourner vers le Vermont pour une permission après les réengagements, arrivant à Brattleboro le 26 août. Le régiment se réunit là le 27 septembre 1864. Il part le 30 et arrive à New York, le 1er octobre, embarquant sur le bateau à vapeur « Cassandra » le 3 octobre pour la Nouvelle-Orléans, et en y arrivant le 13.
Le 7th Vermont fait partie du XIIIe corps du général Gordon Granger pendant la campagne de Mobile, en participant au siège de fort Spanish, une bataille à Whistler, en Alabama, et la reddition de l'armée confédérée de Mobile à Citronelle, en Alabama. Pendant le siège du fort Spanish, le 7th est affecté au siège du fort McDermett. Pendant ce siège, le capitaine et 20 hommes de la Compagnie K sont capturés et envoyés dans un camp de prisonniers.

## Affectation au Texas
Le 30 mai 1865, le régiment embarque sur le bateau à vapeur « Starlight » à destination de Mobile, où les hommes sont transférés sur le vapeur « Général Sedgwick » et envoyés au Texas. Ils arrivent le 5 juin, pour faire partie de l'« armée d'observation » le long du Rio Grande, gardant un œil sur l'armée française de Maximilien. Ils sont officiellement libérés le 14 mars 1866, voyageant en tant que groupe de retour vers Brattleboro, où l'unité est dissoute le 6 avril 1866.

## Résumé
Le 7th Vermont perd au cours de son service 11 hommes tués et de blessés mortellement, 15 morts accidentellement, 6 morts dans les prisons confédérées, et 379 morts de maladie, soit un total de pertes en campagne de 411 hommes, plus 242 autres déchargés pour invalidité, principalement à cause de la maladie, pour atteindre un total de 649 hommes.